# Georg Baus

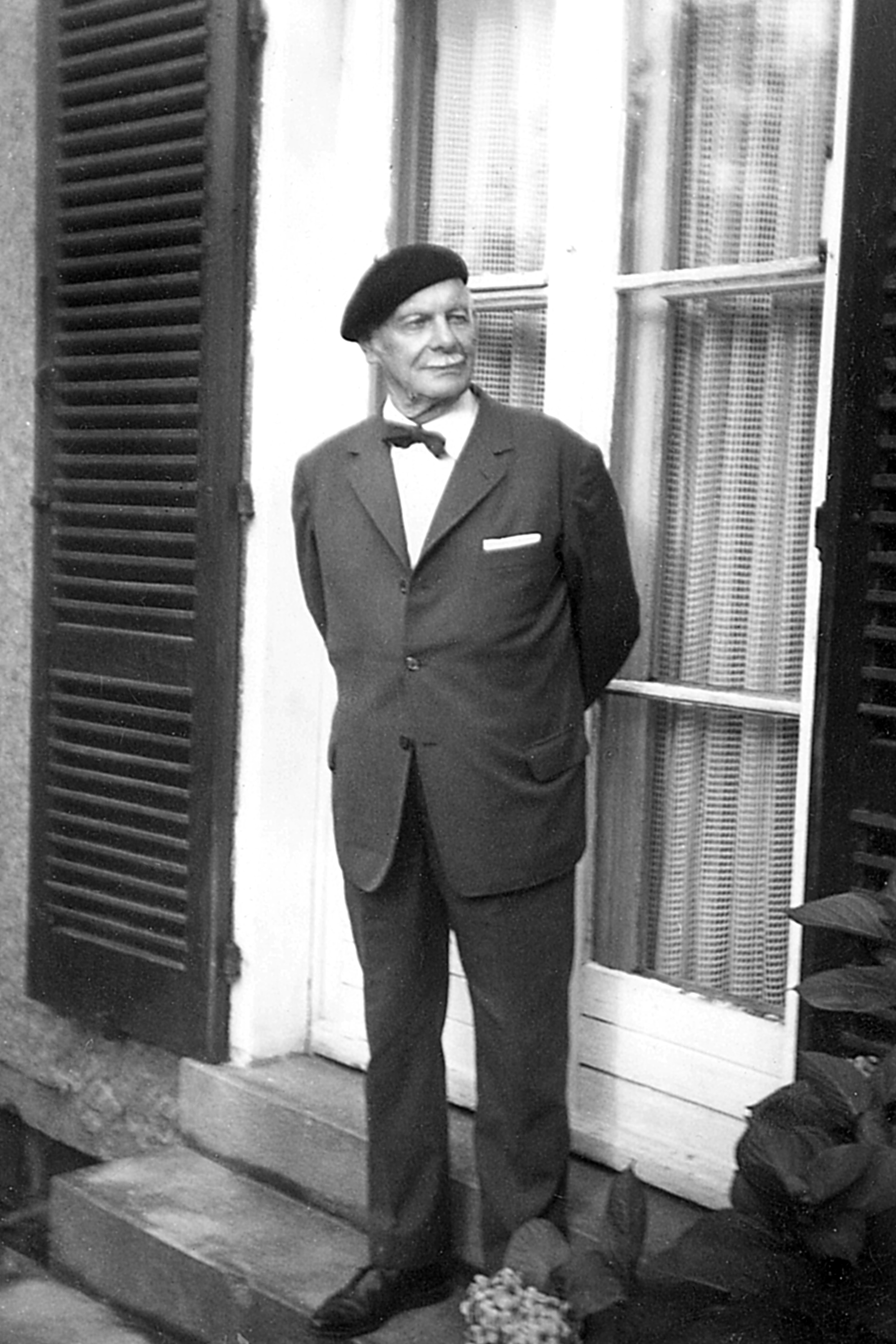
Georg Baus an seinem 70. Geburtstag.

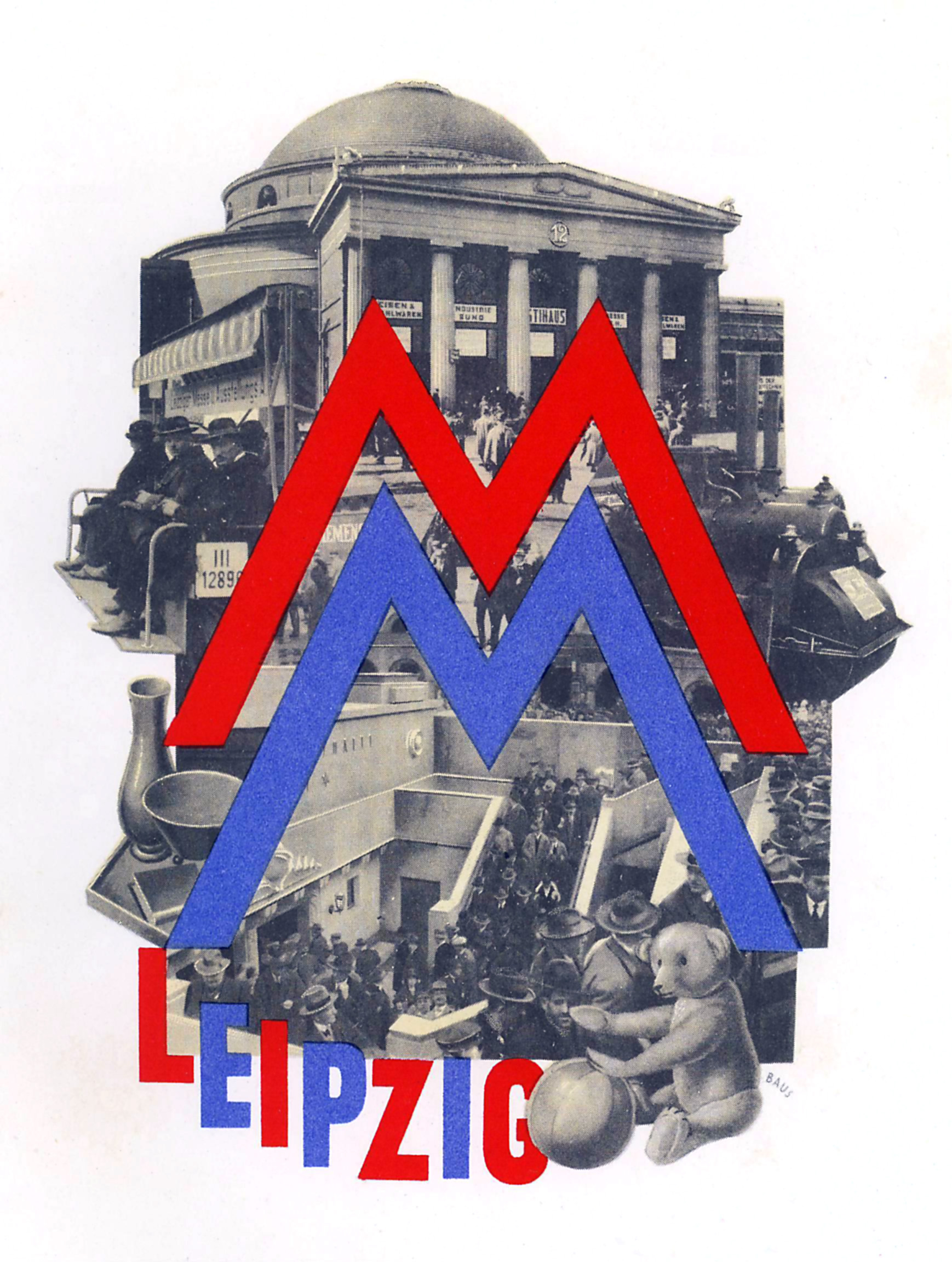
Prospektumschlag für die Leipziger Frühjahrsmesse 1927

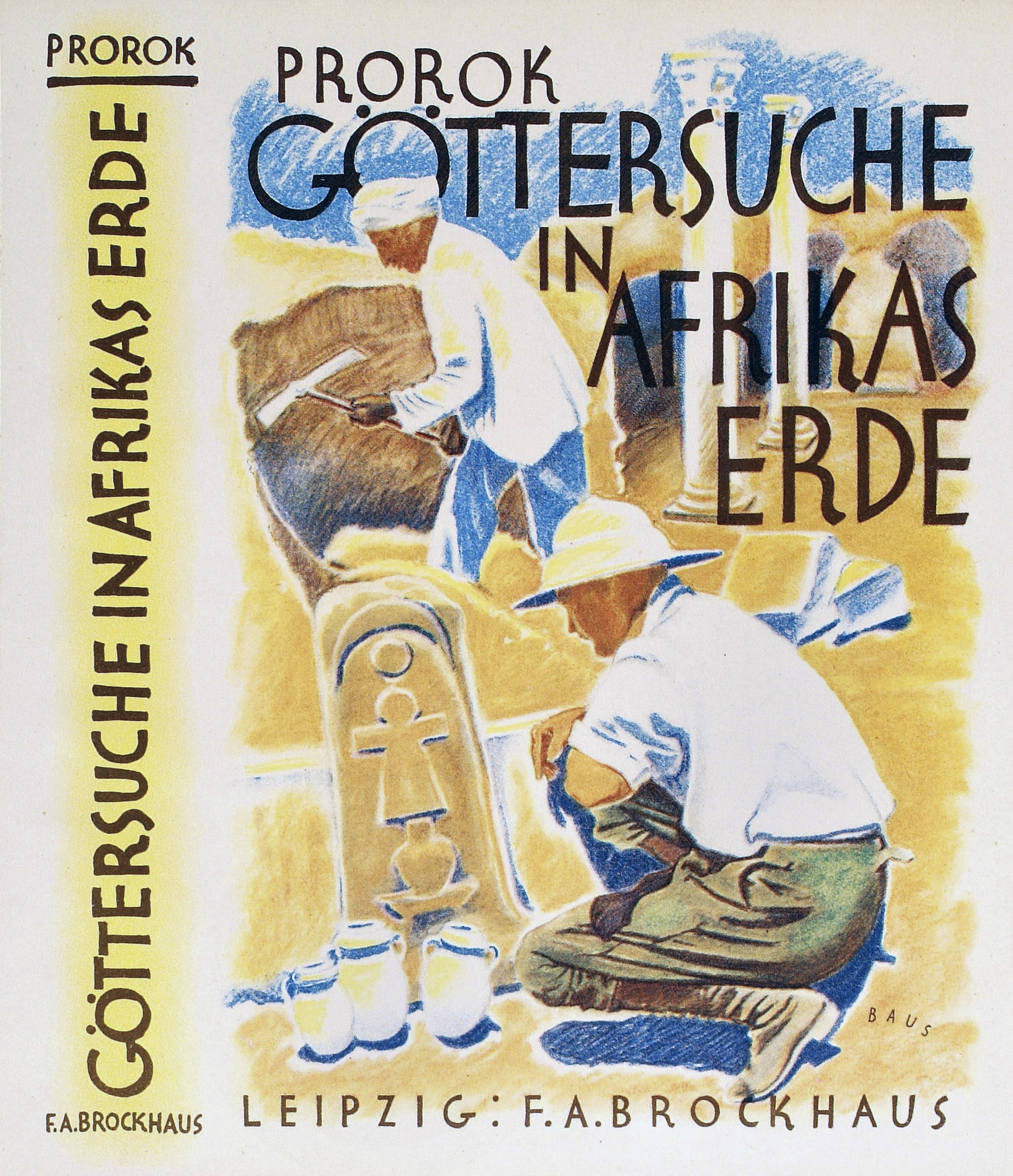
Schutzumschlag des Buches „Göttersuche in Afrikas Erde“ von Graf Khun de Prorok. Verlag F. A. Brockhaus, 1928.

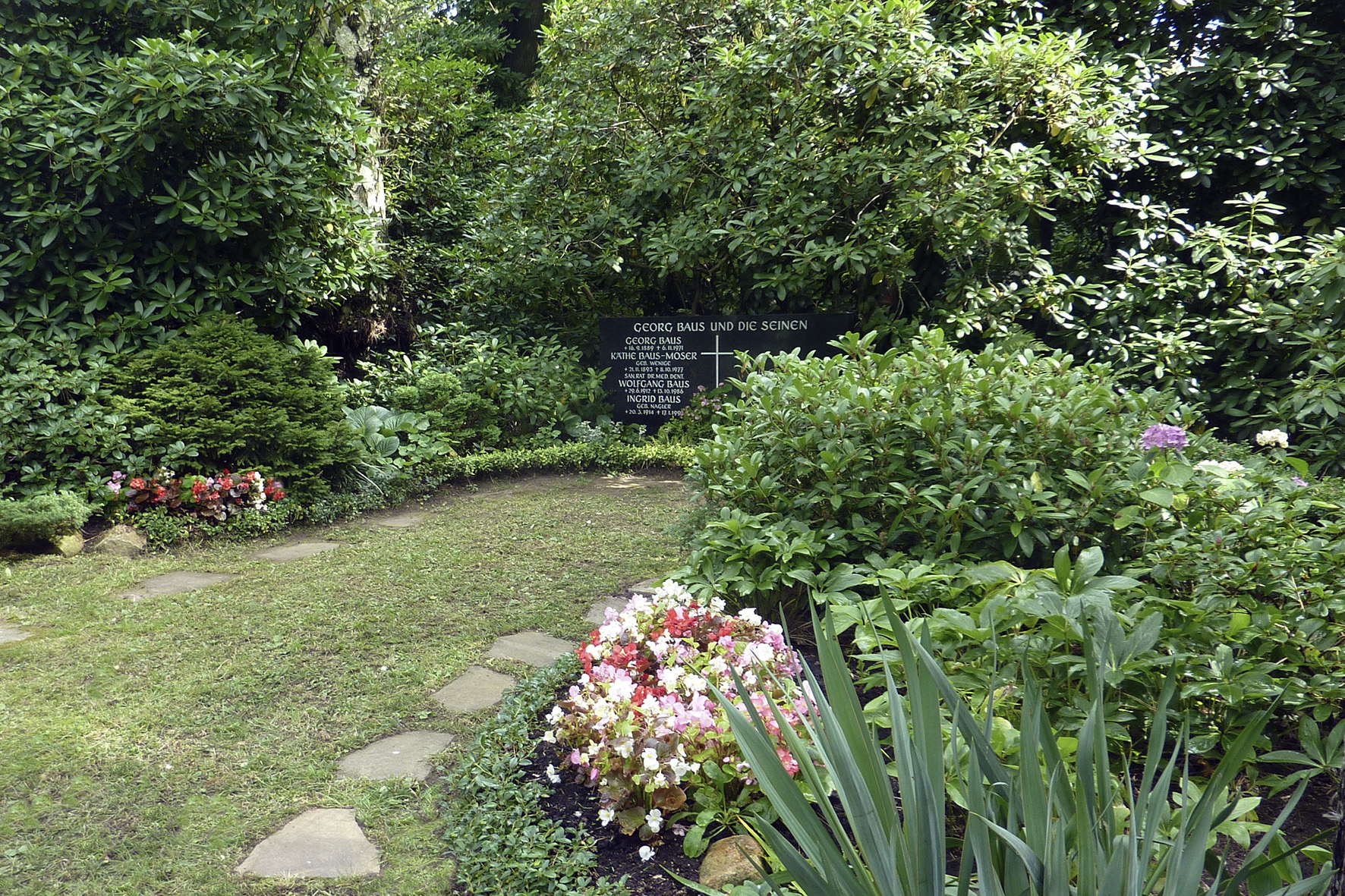
Grabanlage der Familie Baus auf dem Südfriedhof der Stadt Leipzig.

Johannes Friedrich Georg Baus (* 16. September 1889 in Offenbach am Main; † 6. November 1971 in Leipzig) war ein deutscher Maler, Grafiker, Buchkünstler und Bildhauer. Bekannt wurde er vor allem als Buch- und Werbekünstler.

## Leben

### Kindheit und Jugend
Georg Baus wurde am 16. September 1889 in Offenbach a. M. als Sohn des Eisengießers Adam Baus und dessen Ehefrau Barbara (geb. Franz) geboren. Bereits in frühen Jahren zeigte sich sein künstlerisches Talent, sodass die Schule den Eltern empfahl, die Fähigkeiten des Knaben bei der Berufswahl zu berücksichtigen. Durch seine zeichnerischen Fähigkeiten und sein ausgeprägtes Farbempfinden erfüllte er die Voraussetzungen für die Ausbildung zum Lithografen. Die dreijährige Lehre bei der Firma Kramp & Comp. in Offenbach a. M. beendete er erfolgreich. Sein Wunsch war es jedoch, nicht nur handwerklich, sondern auch schöpferisch tätig zu werden. Insofern entschloss er sich für eine weiterführende Qualifikation.
Von 1906 bis 1910 studierte er an den von Hugo Eberhardt geführten Technischen Lehranstalten in Offenbach a. M. (heutige Hochschule für Gestaltung Offenbach am Main), wo er bereits zeitig an die Kriterien der ästhetischen Produktgestaltung im Sinne des Deutschen Werkbundes herangeführt wurde. Hier war er Schüler u. a. des Malers Moritz Wolf, des Bildhauers Karl Huber und des Schriftkünstlers Rudolf Koch.

### Beruflicher Werdegang & Familie
Seine erste Anstellung fand Georg Baus in Leipzig. Hier arbeitete er als Atelierleiter in der Werbewerkstatt des Werbefachmannes und -theoretikers Hans Weidenmüller (1881–1936). 1912 entschied er sich für eine Tätigkeit bei F. A. Brockhaus, die er bis zum Kriegsausbruch ausübte. Im gleichen Jahr – am 30. April 1912 – heiratete er Klara Paula Käthe Wenige (1893–1977). Aus der Ehe ging ein Sohn, Adam Wolfgang Baus (1912–1986), hervor. 1914 wurde er zum Kriegsdienst einberufen und kehrte 1918 mit einem Hörschaden zurück. Nach Kriegsende machte sich er als Gebrauchsgrafiker selbstständig. 1921 wurde er von Erich Gruner, dem künstlerischen Beirat des Leipziger Messeamtes, zusammen mit Walter Buhe und Walter Zeising zu einem der ersten Ausstellungsgraphiker der Leipziger Messe. Er wurde mit der Ausarbeitung einer neuen Messegrafik beauftragt. Er schuf daraufhin einen modernen, charakteristischen Werbeauftritt mit weltweit einheitlichem Erscheinungsbild (für alle regionalen u. internationalen Werbedrucksachen), welcher beispielgebend für weitere Weltmessen wurde. Baus stellte somit die Weichen für das Corporate Design der Leipziger Messe. Zwischen 1921 und 1933 war er einer ihrer maßgeblichen Grafiker. Auch nach 1945 war er an der Gestaltung der Werbedrucksachen für die Leipziger Messe beteiligt. 1921 wurde er Vorstandsmitglied der Ortsgruppe Leipzig des Bunds Deutscher Gebrauchsgraphiker. 
Neben Tafelbildern (überwiegend Naturmotive) schuf er Aquarelle, Zeichnungen, Lithografien, Radierungen, Holzschnitte, Intarsien, Glasfenster und auch Plastiken.
In der Zeit des Nationalsozialismus war Baus obligatorisch Mitglied der Reichskammer der bildenden Künste, in der DDR des Verbands Bildender Künstler, dessen Ehrenmitgliedschaft ihm 1969 verliehen wurde.
Baus machte sich einen Namen vor allem als Buch- und Werbekünstler (Buchumschläge, Einbände, Vorsatzpapiere, Illustrationen, Handeinbände, Werbe- und Geschäftsdrucksachen, Signets, Verpackungen, Exlibris und Gelegenheitsgrafik, Briefmarken u. a.). Hervorzuheben sind seine Auftragsarbeiten u. a. für 30 Buchverlage, diverse Zeitschriftenverlage, Messen (Leipziger Messe, Kölner Messe) und andere Wirtschaftsunternehmen.
Seine letzte Ruhestätte befindet sich auf dem Südfriedhof der Stadt.

## Werke (Auswahl)

### Buchschmuck
- Luigi Barzini: Peking-Paris im Automobil Leipzig, Brockhaus, 3. Aufl. 1923 (Einband, Vorsatz, Kapitelvignetten).[2]
- Sven Anders Hedin: Mount Everest, Leipzig, Brockhaus, 1923 (Illustrationen).[3]
- Hugo Adolf Bernatzik: Typen und Tiere im Sudan, Leipzig, Brockhaus, 1927 (Schutzumschlag, Einband).[4]
- V. Jan (Vasilij Grigorèvič Jan-Jančeveckij): Batu - Khan, Weimar, Kiepenheuer, 1953 (Schutzumschlag, Einband).
- Howard Carter und A. C. Mace: TUT-ENCH-AMUN, Ein ägyptisches Königsgrab, Leipzig, Brockhaus 1924 (Einband und Vorsatz)
- Norbert Gottschalk (Hrsg.): „Jahrmarkt in Timerla“, mit 56 Zeichnungen von Georg Baus, Rupert Verlag, Leipzig 1941

### Zeichnungen, Graphik
- in: H. K. Frenzel (Hg.): Gebrauchsgraphik. Monatsheft zur Förderung der künstlerischen Reklame, Jg. 3, Heft 12, 1926 (Leipziger Heft).
- Gebrauchsgraphiker-Revue zu vieren-zehn : kohabiert in der Retorte des BDG Ortsgruppe Leipzig ; sinnig dargebracht den Teilnehmern des Bundestages 1927 in Leipzig-Dresden, Leipzig, Roßberg'sche Buchdruckerei, 1927 (mit Kurt Gundermann).[5]
- Roland Betsch: Regie-express D21 und zwei andere Novellen, Leipzig, O. Janke, 1944 (Federzeichnungen).[6]
- Von Tieren und Menschen. Ein Lesebuch für das 4. Schuljahr, 3. Aufl., Berlin Leipzig, 1947 (Zeichnungen)[7]
- Deutsche Gartenbau-Ausstellung Leipzig 1949 (Plakat)[8]

### Plastik
- Reichsfachamtleiter Direktor Martin Schneider (Porträtbüste; 1942 auf der Großen Deutschen Kunstausstellung)[9]

## Ausstellungen (unvollständig)
- 1942 und 1943: Leipzig, Museum der bildenden Künste („Große Leipziger Kunstausstellung“)
- 1942: München, Große Deutsche Kunstausstellung
- 1957: Leipzig, Museum der bildenden Künste (Einzelausstellung; Gebrauchsgrafik)